# Diskontinuitet
Kontinuitet är en mycket viktig egenskap hos funktioner inom matematiken, alla funktioner är däremot inte kontinuerliga. Om en funktion inte är kontinuerlig kallas den diskontinuerlig. Diskontinuitet är ett matematiskt begrepp som innebär att en funktions värde ändras i ett infinitesimalt (oändligt litet) intervall. En diskontinuitet innebär att derivatan blir oändlig. Ett mycket enkelt exempel på en diskontinuitet är en fyrkantsvåg.

## Definition
Om antingen {\displaystyle A=[a,b]} eller {\displaystyle A=\mathbb {R} }, och {\displaystyle f:A\rightarrow \mathbb {R} } är en funktion. Funktionen f är då diskontinuerlig vid {\displaystyle x\in A} om f inte är kontinuerlig vid x. Funktionen f sägs även vara diskontinuerlig i alla gränspunkter av A.

## Olika fall av diskontinuitet
Vi vet att en funktion endast är kontinuerlig om 
{\displaystyle \lim _{x\to a}f(x)=f(a)}

 vilket vi också kan skriva om som två krav med höger- respektive vänsterkontinuitet, 
{\displaystyle \lim _{x\to a^{+}}f(x)=f(a)\qquad \lim _{x\to a^{-}}f(x)=f(a)}.
Utifrån dessa krav kan vi hitta fyra typer av olika diskontinuiteter:
1. Om {\displaystyle f(a^{+})=f(a^{-})} men {\displaystyle a\not \in D_{f}}, 
 kallas a en borttagningsbar diskontinuitet. Genom att sätta {\displaystyle f(a)=f(a^{\pm })} har vi gjort funktionen kontinuerlig eftersom både höger- och vänstergränsvärdet är lika med funktionensvärdet i punkten x.
2. Om {\displaystyle f(a^{+})=f(a^{-})} men {\displaystyle f(a)\neq f(a^{+})} 
 kallas a en borttagningsbar diskontinuitetav f. Genom att sätta f(a) till
{\displaystyle f(a)=f(a^{+})=f(a^{-})} 
 ändrar vi kravet som tidigare gjorde funktionen diskontinuerlig så att funktionen nu är kontinuerlig. Om f är definierad som
 {\displaystyle f(x)={\begin{cases}g(x)&{\text{ om }}x\neq a\\c&{\text{ om }}x=a,\end{cases}}}
 och f(a)=g(a) kan vi istället ta bort kravet då x=a och definiera f som 
 {\displaystyle f(x)=g(x)}.
3. Om {\displaystyle f(a^{+})\neq f(a^{-})}
 har f en så kallad hopp diskontinuitet vid a. Det är omöjligt för oss att göra f kontinuerlig eftersom vi inte på något sätt kan uppfylla kravet 
 {\displaystyle f(a)=f(a^{+})=f(a^{-})}.
 Det så kallade hoppet definieras av 
 {\displaystyle f(a^{+})-f(a^{-})}.
4. Om någon av eller både av 
 {\displaystyle f(a^{+})} , {\displaystyle f(a^{-})} 
 inte existerar har f en så kallad väsentlig diskontinuitet vid a. Vi kan inte heller här på något sätt uppfylla kraven för kontinuitet.

## Exempel för de olika fallen av diskontinuitet
Nedan följer exempel på de olika fallen av diskontinuitet beskrivet under  Olika fall av diskontinuitet.
1. {\displaystyle f(x)={\frac {\sin x}{x}}}
 Funktionen är definierad för alla 
 {\displaystyle x\neq 0} 
 Låt oss kolla vad höger- respektive vänstergränsvärdet blir för punkten x=0. 
 {\displaystyle \lim _{x\to 0^{\pm }}f(x)=\lim _{x\to 0^{\pm }}{\frac {\sin x}{x}}=1} 
 Höger- och vänstergränsvärdet har alltså samma värde men f(0) är inte definierad. För att göra funktionen kontinuerlig kan vi därför lägga till kravet att f(0)=1 i funktionen så att funktionen blir definierad för alla x. Funktionen f definieras då enligt följande 
 {\displaystyle f(x)={\begin{cases}{\frac {\sin x}{x}}&{\text{ om }}x\neq 0\\1&{\text{ om }}x=0,\end{cases}}}. 
 Nu är funktionen kontinuerlig.
2. {\displaystyle f(x)={\begin{cases}x^{2}&{\text{ om }}x\neq 1\\0&{\text{ om }}x=1,\end{cases}}}
 Funktionen är definierad för alla x men 
 {\displaystyle \lim _{x\to 1^{\pm }}f(x)=\lim _{x\to 1^{\pm }}x^{2}=1\qquad f(1)=0}. 
 Alltså är 
 {\displaystyle \lim _{x\to 1^{\pm }}f(x)\neq f(1)} 
 vilket innebär att funktionen är diskontinuerlig. För att göra funktionen kontinuerlig skulle vi kunna ändra på kravet för f(1) så att 
 {\displaystyle f(1)=f(1^{\pm })}.
 Så genom att definiera om f till 
 {\displaystyle f(x)={\begin{cases}x^{2}&{\text{ om }}x\neq 1\\1&{\text{ om }}x=1,\end{cases}}}
 har vi gjort f kontinuerlig men vi kan förenkla funktionen eftersom 
 {\displaystyle g(x)=x^{2},g(1)=1=f(1)}. 
 Funktionen kan därför definieras som 
 {\displaystyle f(x)=x^{2}}.
3. Funktionen i exempel 3 har en så kallad hoppdiskontinuitet.{\displaystyle f(x)={\begin{cases}x^{2}&{\text{ om }}x<1\\0&{\text{ om }}x=1\\2-(x-1)^{2}&{\text{ om }}x>1,\end{cases}}} 

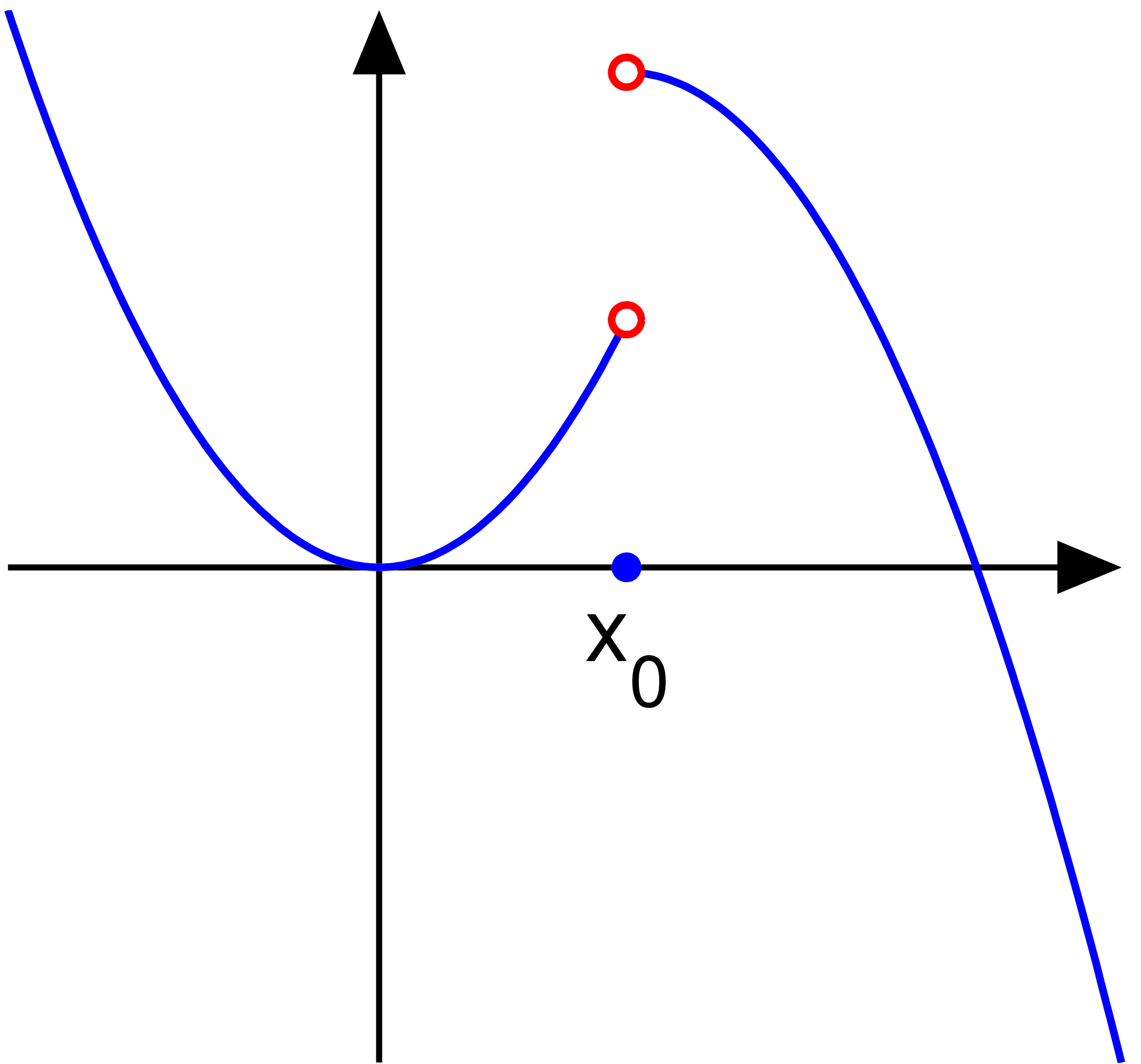
Funktionen i exempel 3 har en så kallad hoppdiskontinuitet.

 Låt oss se vad gränsvärdena i punkten x=1 har för värde. 
 {\displaystyle \lim _{x\to 1^{-}}f(x)=\lim _{x\to 1^{-}}x^{2}=1\qquad \lim _{x\to 1^{+}}f(x)=\lim _{x\to 1^{+}}2-(x-1)^{2}=2} 
 Vi ser att 
 {\displaystyle \lim _{x\to 1^{-}}f(x)\neq \lim _{x\to 1^{+}}f(x)} 
 vilket innebär att funktionen omöjligt kan göras kontinuerlig. Diskontinuiteten blir en så kallad hoppdiskontinuitet med hoppet 
 {\displaystyle \lim _{x\to 1^{+}}f(x)-\lim _{x\to 1^{-}}f(x)=2-1=1}.
4. {\displaystyle f(x)={\begin{cases}\sin \left({\frac {1}{x}}\right)&{\text{ om }}x\neq 0\\1&{\text{ om }}x=0,\end{cases}}}
 Det intressanta här är vad gränsvärdena antar för värde för punkten x=0. 
 {\displaystyle \lim _{x\to 0^{\pm }}f(x)=\lim _{x\to 0^{\pm }}\sin \left({\frac {1}{x}}\right)} 
 Med ett variabelbyte 
 {\displaystyle t={\frac {1}{x}}}
 får vi istället gränsvärdet 
 {\displaystyle \lim _{x\to \pm \infty }\sin t}. 
 Detta gränsvärde är odefinierat eftersom vi inte kan säga mer om sin t då t går mot oändligheten än att värdet ligger mellan 1 och -1. Funktionen saknar alltså gränsvärde vid punkten x=0.

## Diskontinuerliga derivator
En funktion kan vara kontinuerlig men samtidigt ha en derivata som är diskontinuerlig. Detta inträffar då 

{\displaystyle \lim _{x\to a^{-}}f^{\prime }(x)\neq \lim _{x\to a^{+}}f^{\prime }(x)}. 

När detta inträffar innebär det att andraderivatan är oändlig, och funktionen är inte deriverbar en andra gång. Ett mycket enkelt exempel av detta fall är 

{\displaystyle f(x)=|x|} 

som har derivatan 

{\displaystyle f^{\prime }(x)={\begin{cases}1&{\text{ om }}x>0\\-1&{\text{ om }}x<0,\end{cases}}}

I punkten x=0 är derivatan inte definierad eftersom den där inte uppfyller kravet för kontinuitet. 